# North-West Telecom

Das Logo des Unternehmens

North-West Telecom (russisch Северо-Западный Телеком) war ein Telekommunikationsunternehmen in Russland mit Firmensitz in Sankt Petersburg.
Die Mehrheit der Aktien an North-West Telecom hält das staatseigene, russische Unternehmen Swjasinvest. North-West Telecom entstand am 1. Juni 1992.
Seit dem 1. April 2011 ist das Unternehmen eine Filiale des Gesamtrussischen Telekommunikationsunternehmens Rostelekom.
North-West Telecom ist in folgenden russischen Regionen tätig:
- Archangelsk
- Kaliningrad
- Petrosawodsk
- Syktywkar
- Murmansk
- Weliki Nowgorod
- Pskow
- Sankt Petersburg
- Wologda